# Bulbophyllum wendlandianum
Bulbophyllum wendlandianum là một loài phong lan thuộc chi Bulbophyllum.

## Hình ảnh

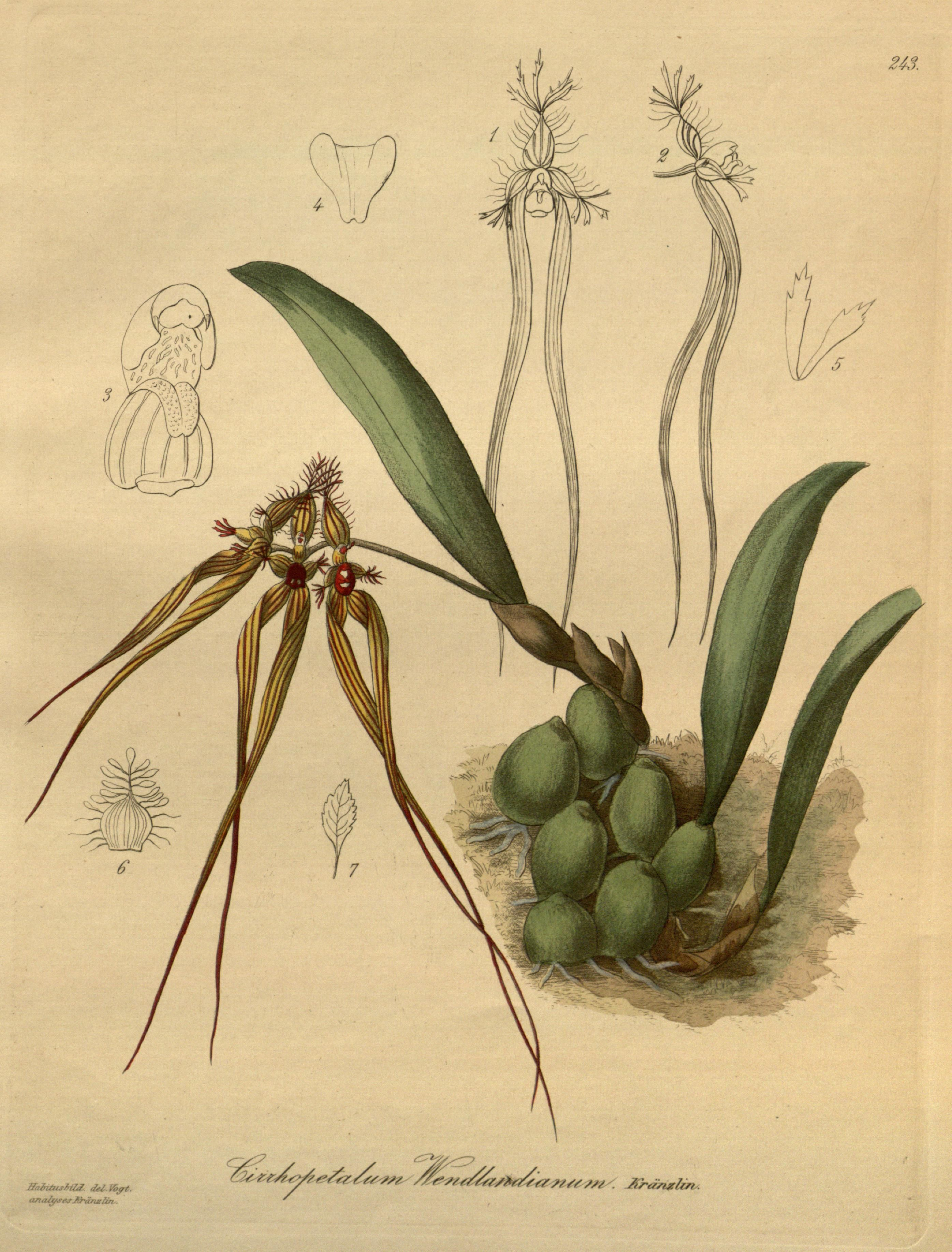